# Relichna aupouria
Relichna aupouria är en snäckart som beskrevs av Powell 1937. Relichna aupouria ingår i släktet Relichna och familjen Retusidae. Inga underarter finns listade i Catalogue of Life.